# Giuba I
Giuba I di Numidia (Iuba nelle fonti latine; 85 a.C. – 46 a.C.) regnò tra il 60 e il 46 a.C..
Fu il figlio e successore del re di Numidia Iempsale; padre del re Giuba II di Mauretania; nonno del re Tolomeo di Mauretania e della principessa Drusilla di Mauretania. Pompeo aiutò il padre a risalire sul trono. Di conseguenza Giuba divenne un alleato di Pompeo. Oltre a queste motivazioni di ordine politico, è probabile che vi fossero anche rancori personali con Giulio Cesare, che in gioventù aveva fatto di tutto per evitare che fosse punito un proprio cliente che gli aveva recato offesa tirandogli la barba (Svetonio, Il Divo Giulio. 71)
Nel 50 a.C., il tribuno della plebe Gaio Scribonio Curione aveva promulgato una legge con la quale aveva proposto di confiscare il regno di Giuba (Cesare, B. Civ. II, 25). L'anno successivo Curione fu incaricato da Cesare di comandare le sue truppe in Africa e dopo qualche vittoria iniziale, subì una sconfitta nei pressi di Utica e venne ucciso. Nello stesso tempo però, sbilanciatosi troppo con le sue forze nei territori orientali del Regno, Giuba venne attaccato, ad ovest, da Bocco II di Mauretania che, sostenuto da truppe dell'avventuriero Publio Sittio, aveva già conquistato Cirta (vicino all'odierna Costantina) e due città della Getulia. Giuba fu costretto a rivolgersi contro di loro, lasciando Cecilio Metello Scipione a seguire gli eventi lungo le coste della Tunisia. Dopo lo sbarco in Africa di Cesare in persona, Giuba lasciò al suo luogotenente Saburra il compito di ricacciare indietro Bocco e Sittio, e si unì all'esercito dei Pompeiani che venne sconfitto alla Battaglia di Tapso (46 a.C.).
Benché sconfitto, Giuba riuscì a sottrarsi ai Romani, ma in una situazione disperata si fece uccidere in un duello concordato con il generale Marco Petreio. Secondo le descrizioni degli storici (romani), il carattere di Giuba era coraggioso, selvaggio e portato ai tradimenti. Con la morte di Giuba si estinse la dinastia di Massinissa. Sul trono gli succedette il figlio Giuba II, il quale dopo la morte di Bocco II nel 33 a.C. unificò tutta l'Africa Nord-Occidentale che all'epoca ancora non era direttamente sotto il controllo romano (dall'Algeria al Marocco).

## Fonti
- Cesare, De Bello Civili ii
- (pseudo-)Cesare, De Bello Africo
- Svetonio, Vite dei dodici Cesari - I Il Divo Giulio
- Appiano, B.C. i. 80.
- Velleio Patercolo ii. 54.